# Apeiron
Apeiron (grč. Ἀπείρων), ono bezgranično, neograničeno, beskrajno, beskonačno, neizmjerno, neuređeno, neoblikovano. Po miletskom filozofu Anaksimandru, apeiron je prapočelo (ἀρχή), prauzrok svega postojećega, svjetska supstancija. Iz njega sve izvire i u nj se sve vraća. Kod Platona (v. navlastito Fileb, 23c i dalje), apeiron je, kao ono neograničeno, ujedno i manjevrijedno, lošije u odnosu na granicu (το πέρας). Neki kasniji interpreti Anaksimandrovu kategoriju apeirona tumače idealistički (Friedrich Schleiermacher), neki materijalistički (Eduard Zeller), no kako joj je bit u neodređenosti, najbolje ju je misliti kao neku vrstu iskonskog panteističkog Apsoluta, iz kojega emaniraju svjetske stvari, da bi se napokon opet utopile i smirile u njemu.